# Dendropsophus gaucheri
Dendropsophus gaucheri är en groddjursart som först beskrevs av Lescure och Christian Marty 2000.  Dendropsophus gaucheri ingår i släktet Dendropsophus och familjen lövgrodor. IUCN kategoriserar arten globalt som livskraftig. Inga underarter finns listade i Catalogue of Life.